# Imaginations from the Other Side
Imaginations from the Other Side je páté studiové album německé powermetalové hudební skupiny Blind Guardian. Vydáno bylo v roce 1995 pod vydavatelstvím Virgin Records a skupina na něm navázala spolupráci s dánským producentem Flemmingem Rasmussenem. Jedná se zároveň o první album, na kterém se od desky Battalions of Fear (1988) nepodílel jako host Kai Hansen a o poslední album, na kterém zpěvák Hansi Kürsch účinkoval také jako baskytarista.

## Seznam skladeb
Hudbu složil(i) Hansi Kürsch a André Olbrich. 
| Pořadí         | Název                            | Délka |
| -------------- | -------------------------------- | ----- |
| 1.             | Imaginations from the Other Side | 7:19  |
| 2.             | I'm Alive                        | 5:31  |
| 3.             | A Past and Future Secret         | 3:48  |
| 4.             | The Script for My Requiem        | 6:09  |
| 5.             | Mordred's Song                   | 5:29  |
| 6.             | Born in a Mourning Hall          | 5:14  |
| 7.             | Bright Eyes                      | 5:16  |
| 8.             | Another Holy War                 | 4:32  |
| 9.             | And the Story Ends               | 6:00  |
| Celková délka: | Celková délka:                   | 49:18 |

| Bonus reedice 2007 | Bonus reedice 2007                            | Bonus reedice 2007 |
| Pořadí             | Název                                         | Délka              |
| ------------------ | --------------------------------------------- | ------------------ |
| 10.                | A Past and Future Secret (demo verze)         | 3:38               |
| 11.                | Imaginations from the Other Side (demo verze) | 7:03               |
| 12.                | The Script for My Requiem (demo verze)        | 7:01               |
| 13.                | Bright Eyes (video)                           |                    |
| 14.                | Born in a Mourning Hall (video)               |                    |

## Obsazení
- Hansi Kürsch – basová kytara, zpěv
- André Olbrich – kytary, doprovodný zpěv
- Marcus Siepen – kytary, doprovodný zpěv
- Thomas Stauch – bicí

Hosté
- Mathias Wiesner – efekty
- Jacob Moth – akustická kytara v písni "A Past and Future Secret"
- Billy King, Hacky Hackmann, Rolf Köhler, Piet Sielck, Ronnie Atkins – doprovodný zpěv